# گمینا سوخاچو
گمینا سوخاچو (به لهستانی:  Gmina Sochaczew) یک گمینا در لهستان است که در شهرستان سوخاچف واقع شده‌است. گمینا سوخاچو ۹۱٫۴۱ کیلومتر مربع مساحت و ۸٬۷۶۴ نفر جمعیت دارد.